# Осока чорнувата
{{#ifeq:0|0|{{#if:|{{#if:Carexatrata|[[]}}|}}}}
Осока́ почорні́ла, осока́ чорнува́та (Carex atrata) — багаторічна рослина родини осокових. Циркумполярний арктико-альпійський вид.

## Опис
Трав'яниста рослина 15–45 см заввишки. Стебла гладкі, оточені червонуватими піхвами. Листки зелені, плоскі, коротші за стебла, завширшки 3–4 мм. Покривні луски майже чорні. Маточкових колосків 3–5, вони яйцеподібні, зближені майже пучком, одноколірні, прямовисні або звислі, 1–2 см завдовжки, нижні — звислі. Мішечки широко-яйцеподібні, червонувато-бурі або бурувато-жовті, голі, 3–4 мм завдовжки, із двозубим носиком, без жилок, примочок три.
Квітне у червні-липні.

## Поширення та екологія
Ареал охоплює Північну, Середню та Південну Європу, зокрема Піренеї, Центральний масив у Франції, Альпи (на висотах 1600-3100 м), Карпати, Балкани. Також зустрічаються в арктичних областях Азії, на Кавказі, у Середній Азії і північно-західній частині Північної Америки.
В Українських Карпатах зустрічається у всіх високогірних районах. Зростає у заростях чагарників, поміж кам'янистими розсипами, по берегах струмків та на субальпійських луках.
Анемофіл, автохор.

## Охорона
Зростає у всіх гірських масивах Карпатського біосферного заповідника та Карпатському національному природному парку.
За межами України перебуває під охороною в Словаччині.

## Підвиди
- Carex atrata subsp. apodostachya (Ohwi) T.Koyama(інші мови)
- Carex atrata subsp.subsp aterrima
- Carex atrata subsp. atrata
- Carex atrata subsp. caucasica
- Carex atrata subsp. pullata

## Синоніми
| - Carex atrata var. dubia Gaudin (1804) - Carex dubia Gaudin (1804) - Carex distachya Willd. (1805) - Carex aethostachya Schkuhr (1806) - Carex atrofusca Steven (1813) - Carex atrata var. rectiuscula Hartm. (1820) - Carex cylindrica Miel. ex Kunth (1837) - Carex atrata var. brunnescens Andersson (1849) - Carex castanea Miel. (1849) - Carex atrata var. spadicea Beurl. (1853) - Carex atrata var. laxa Neilr. (1857) - Carex atrata var. ovata Boott (1862) - Carex atropurpurea Fisch. ex Trevir. (1863) - Carex atrata f. gelida Schur (1866) - Carex atrata var. bicolor Celak. (1867) - Carex atrata var. castanea Nyman (1882) | - Carex capillaris var. castanea Nyman (1882) - Carex nigra var. distachya Nyman (1882) - Carex tauricola Boiss. (1882) - Carex atrata var. heterostachya Almq. (1884) - Carex atrata subsp. castanea (Nyman) K.Richt. (1890) - Carex atrata f. castanea (Nyman) K.Richt. (1890) - Carex nigra subsp. distachya (Nyman) K.Richt. (1890) - Carex atrata var. spiculosior Norman (1893) - Carex pseudocilicica Hausskn. (1900) - Carex atrata f. decolorans Neuman (1901) - Carex atrata var. longistolonifera Kük. in H.G.A.Engler (ed.) (1909) - Carex atrata var. pseudocilicica Kük. in H.G.A.Engler (ed.) (1909) - Carex atrata var. japonoalpina T.Koyama (1955) - Carex japonoalpina (T.Koyama) T.Koyama (1956) - Carex perfusca var. japonoalpina (T.Koyama) Kitag. (1979) - Carex atrata subsp. longistolonifera (Kük.) S.Yun Liang (2000) |